# Łąki Markowe
Łąki Markowe – wieś w Polsce położona w województwie kujawsko-pomorskim, w powiecie włocławskim, w gminie Boniewo. 
W latach 1975–1998 miejscowość administracyjnie należała do województwa włocławskiego. Według Narodowego Spisu Powszechnego (III 2011 r.) liczyła 134 mieszkańców. Jest dziewiątą co do wielkości miejscowością gminy Boniewo.
We wsi urodzili się znani w latach 70. XX wieku polscy oszczepnicy: Zygmunt Jałoszyński (ur. 1946) i Roman Jałoszyński (ur. 1949).